# 野口晃一郎
野口 晃一郎（のぐち こういちろう、1974年 - ）はフリージャーナリスト、元岐阜放送アナウンサー。

## 経歴
岐阜県岐阜市出身。岐阜県立加納高等学校、高崎経済大学経済学部経営学科、立命館大学政策科学部卒業。1999年に岐阜新聞社報道部記者となり、2002年より岐阜放送報道部アナウンサーへ異動。主にニュース番組のキャスターを務めた。2005年に岐阜新聞に復帰しカメラマンを務めた後に退社。2006年から1年間をかけて妻と共に世界一周旅行を敢行した。帰国後はフリーライターやNPO法人のコーディネーターとして活動。

## 過去の出演番組
- あさかんTVぎふ一番
- モーニング情報ぎふ
- さわやかワイドぎふTODAY
- 定時ニュース
- 中継

## 著書
- 病院を支える人たち―病院長とゆかいな仲間たち （小倉真治共著、へるす出版、2019年）